# Acoustic Kitty
Acoustic Kitty foi um projeto da CIA desenvolvido pela Diretoria de Ciência e Tecnologia da Agência Central de Inteligência durante a década de 1960 na tentativa de utilizar gatos em missões de espionagem. Uma bateria e um microfone foram implantados no corpo do felino, enquanto uma antena foi instalada em sua cauda. Devido a problemas de distração, o senso de fome do animal teve de ser desativado em outra operação cirúrgica. Acredita-se que as despesas médicas e de treinamento tenham alcançado a soma de 20 milhões de dólares.
A primeira missão do gato seria espreitar dois homens em um parque na comunidade soviética da Avenida Wisconsin em Washington, D.C.. O animal foi solto nas proximidades, sendo atingido e morto por um táxi quase que imediatamente.
Pouco tempo depois o projeto foi considerado um fracasso, com os pesquisadores da CIA chegando ao veredicto de que poderiam treinar gatos para locomoverem-se em curtas distâncias, mas que "fatores ambientais e de segurança nos obrigam a concluir que para nossos propósitos de inteligência, isto não seria prático".
O projeto foi cancelado em 1967. O projeto foi divulgado em 2001, quando alguns documentos da CIA foram desclassificados como secretos.